# Мелник (Чехия)
 Тази статия е за град Мелник в Чехия.  За град Мелник в България вижте Мелник.  
Мелник (на чешки: Mělník, произношение Мньелник) е град в Среднобохемския край на Чехия. Административен център на едноименния окръг. Той лежи на река Елба и Вълтава горе-долу на 30 km северно от Прага. Основният отрасъл в региона е селско стопанство. Основна продукция са плодове, зеленчуци, картофи, царевица, захарна тръстика и вино.

## История
През 5 и 6 век в региона живеят много славянски племена, като племето пшовани основава селището и му дава името Пшов. Света Людмила Чешка (баба на Вацлав I Свети), която е омъжена за бохемския княз Борживой I, е от това племе. Монетите на княгиня Ема Чешка са първото доказателство за съществуването на Мелник. През 1274 г. бохемския крал Пршемисъл Отокар II дава на селището статут на град, а по-късно градът е зестра на кралиците на Бохемия.

## Демография
| Година    | 1970   | 1980   | 1991   | 2001   | 2003   |
| --------- | ------ | ------ | ------ | ------ | ------ |
| Население | 15 487 | 18 941 | 19 625 | 19 271 | 19 231 |

## Промишленост
Мелник е едно от най-големите пристанища в Чехия и място за разтоварване на контейнери и прехвърляне.

## Побратимени градове
- Ветцикон, Конфедерация Швейцария